# Smědčice
Smědčice jsou obec v okrese Rokycany v Plzeňském kraji. Leží nedaleko soutoku řek Klabavy a Berounky, zhruba 8,5 kilometru severozápadně od Rokycan. Žije v ní 311 obyvatel.

## Název
Název vesnice je odvozen ze jména Smiedek ve významu ves lidí Smědkových, nebo od slova smědý (osmahlý). V historických pramenech se objevuje ve tvarech: de Zmedcich (1243), de Zmetsytz (1283), de Smeczicz (1339), Smyedzciczie (1379), in Smyedczicz (1407) a Smecžicze (1553).
V roce 1869 nesla název Smědčice, v letech 1880–1890 Směčice t. Smědčice, v letech 1900–1910 Smečice, od roku 1921 se opět nazývá Smědčice.

## Historie

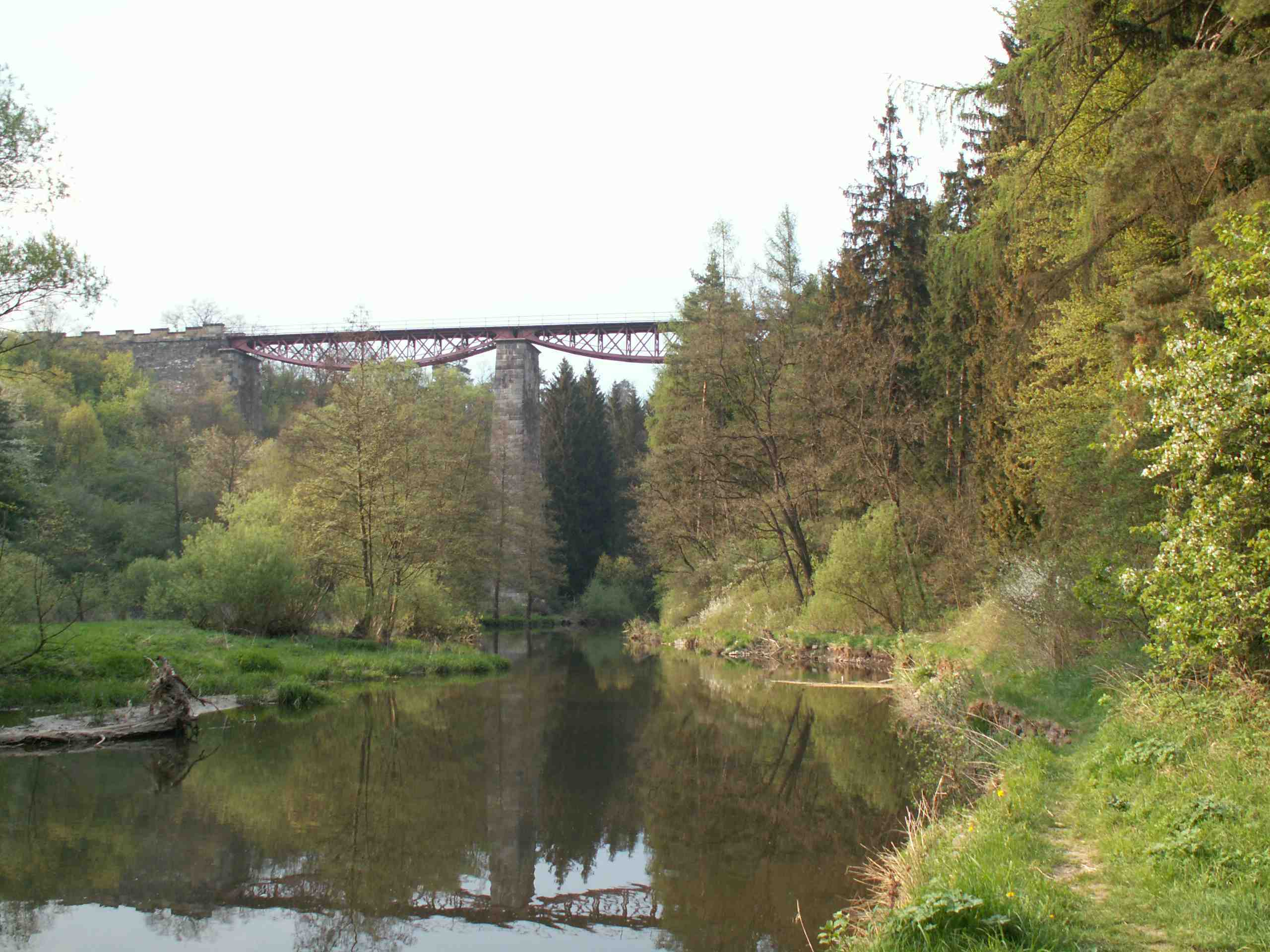
Železniční most přes Klabavu

První písemná zmínka o obci pochází z roku 1243, kdy byl vladyka Abraham ze Smědčic (Abraham de Zmedcich) uveden jako svědek na darovací listině chotěšovskému klášteru. Až do sklonku 16. století bývala ves v držení drobné šlechty. Majitelé sídlili na tvrzi připomínané poprvé roku 1553, kdy ji koupili Malesičtí z Poutnova. Roku 1581 prodal Jan Malesický z Poutnova Smědčice městu Plzni, které pak bylo zdejší vrchností až do zániku feudálního zřízení. Zanikla také tvrz a také povědomí o tom, kde stála.

## Obyvatelstvo
| Rok            | 1869 | 1880 | 1890 | 1900 | 1910 | 1921 | 1930 | 1950 | 1961 | 1970 | 1980 | 1991 | 2001 | 2011 | 2021 |
| -------------- | ---- | ---- | ---- | ---- | ---- | ---- | ---- | ---- | ---- | ---- | ---- | ---- | ---- | ---- | ---- |
| Počet obyvatel | 237  | 252  | 244  | 240  | 271  | 255  | 280  | 246  | 260  | 208  | 143  | 135  | 126  | 266  | 343  |
| Počet domů     | 40   | 42   | 42   | 44   | 47   | 47   | 63   | 67   | 60   | 62   | 48   | 57   | 60   | 98   | 120  |

## Obecní správa
Od roku 1850 představovaly Smědčice samostatnou obec, a to až do roku 1960, kdy došlo k začlenění pod obec Bušovice. Ke znovuosamostatnění Smědčic došlo ke dni 24. listopadu 1990; část Sedlecko, která k nim historicky náležela, však tehdy zůstala v rámci Bušovic, aniž by došlo k jejímu vyčlenění z katastrálního území Smědčice. Kuriózně tak nastala situace, kdy se část jedné obce nacházela na katastru obce druhé. Teprve v roce 2009 obě obce uzavřely smlouvu o rozdělení katastrálního území Smědčice a k její realizaci došlo o čtyři roky později. V letech 1869–1950 k obci patřilo Sedlecko.

## Pamětihodnosti
- Železniční most přes Klabavu na trati Chrást u Plzně – Radnice u Smědčic, postaven roku 1863
- Kaple svatého Václava
- U vesnice se nachází údajné tvrziště s mohylníkem. K jeho vyhlášení kulturní památky došlo omylem, a od roku 1990 probíhá řízení o zrušení památkové ochrany.[12]

## Osobnosti
- Richard Krofta (1873–1958), právník, předseda správní rady Měšťanského                                                                                               pivovaru v Plzni (dnes Plzeňský Prazdroj)